# Havasszépe

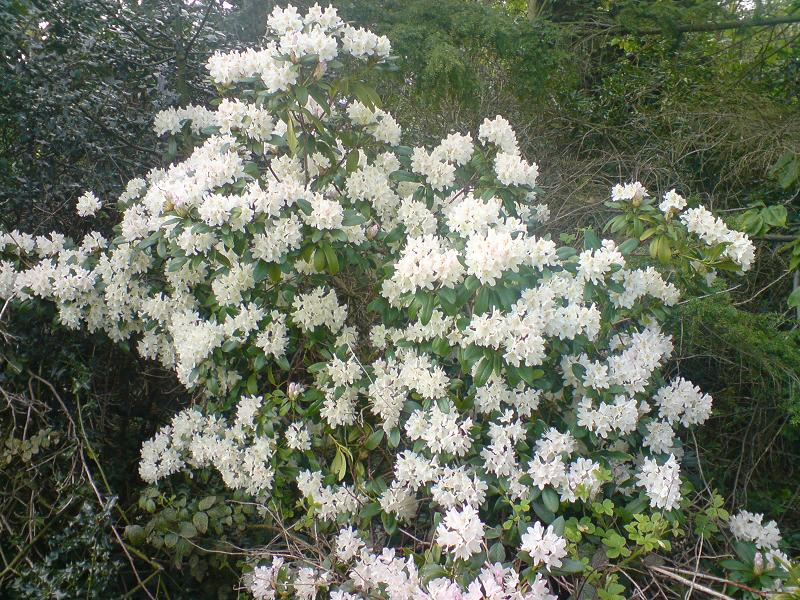
Virágzó fehér rododendron ('Cunningham's White').

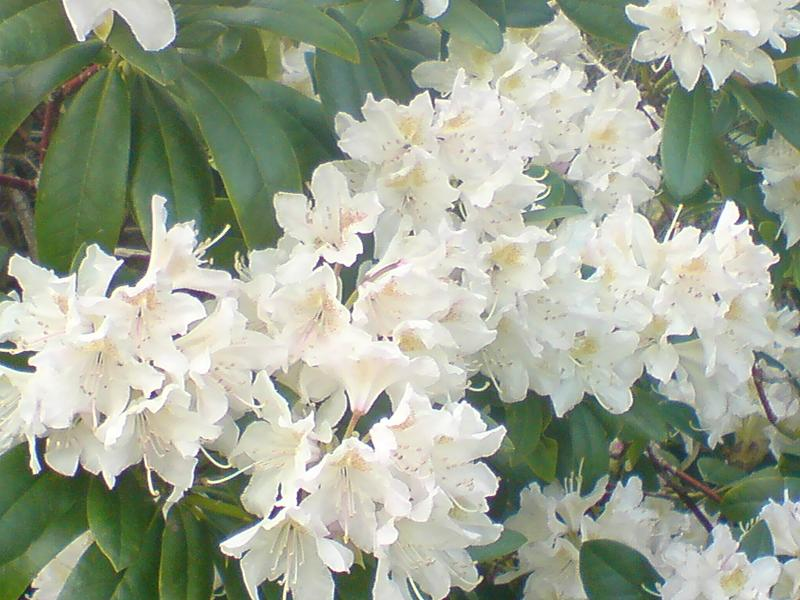
Fehér rododendron ('Cunningham's White') virágok közelről.

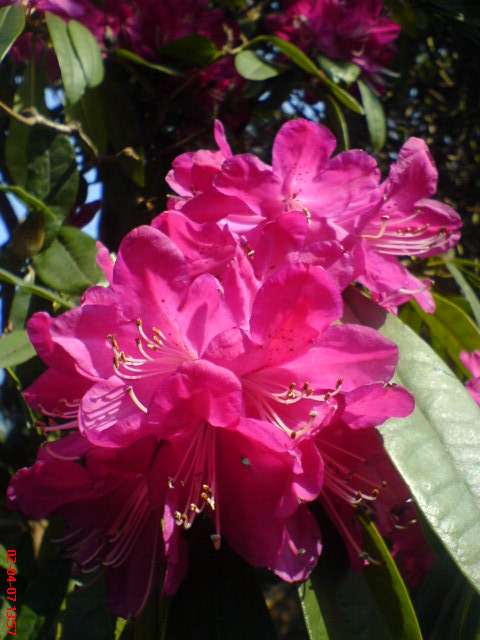
Rododendron virág közelről.

A havasszépe vagy rododendron (Rhododendron) a zárvatermők (Magnoliophyta) osztályába tartozó hangafélék (Ericaceae) családjának egy nemzetsége.

## Nevének eredete
Tudományos nevét Linné a görög rodón (rózsa) és dendron (fa) szavakból képezte. Mivel azonban a rododendron nem rózsa és nem is fa, ő maga is elégedetlen volt vele, olyannyira, hogy átkeresztelte azaleának, de ezt a nevet ma főleg a kertészeti, cserépben nevelt szubtrópusi fajtákra használják.
Magyar neve is többféle van: hangarózsa, havasi rózsa, havasszépe. Ez utóbbi azért a legtalálóbb, mert utal arra, hogy ez a növény az Alpokban és a Kárpátokban a fenyvesek fölött él: ott, ahol a gyalogfenyő a havasi rétekkel találkozik.

## Elterjedése, élőhelye
A Távol-Keletről származik, de napjainkra közel ezer faja él az északi féltekén: Európában, Ázsiában és Észak-Amerikában – a legtöbb Kínában, Japánban és Indiában, kiváltképp a Himalája lejtőin. 

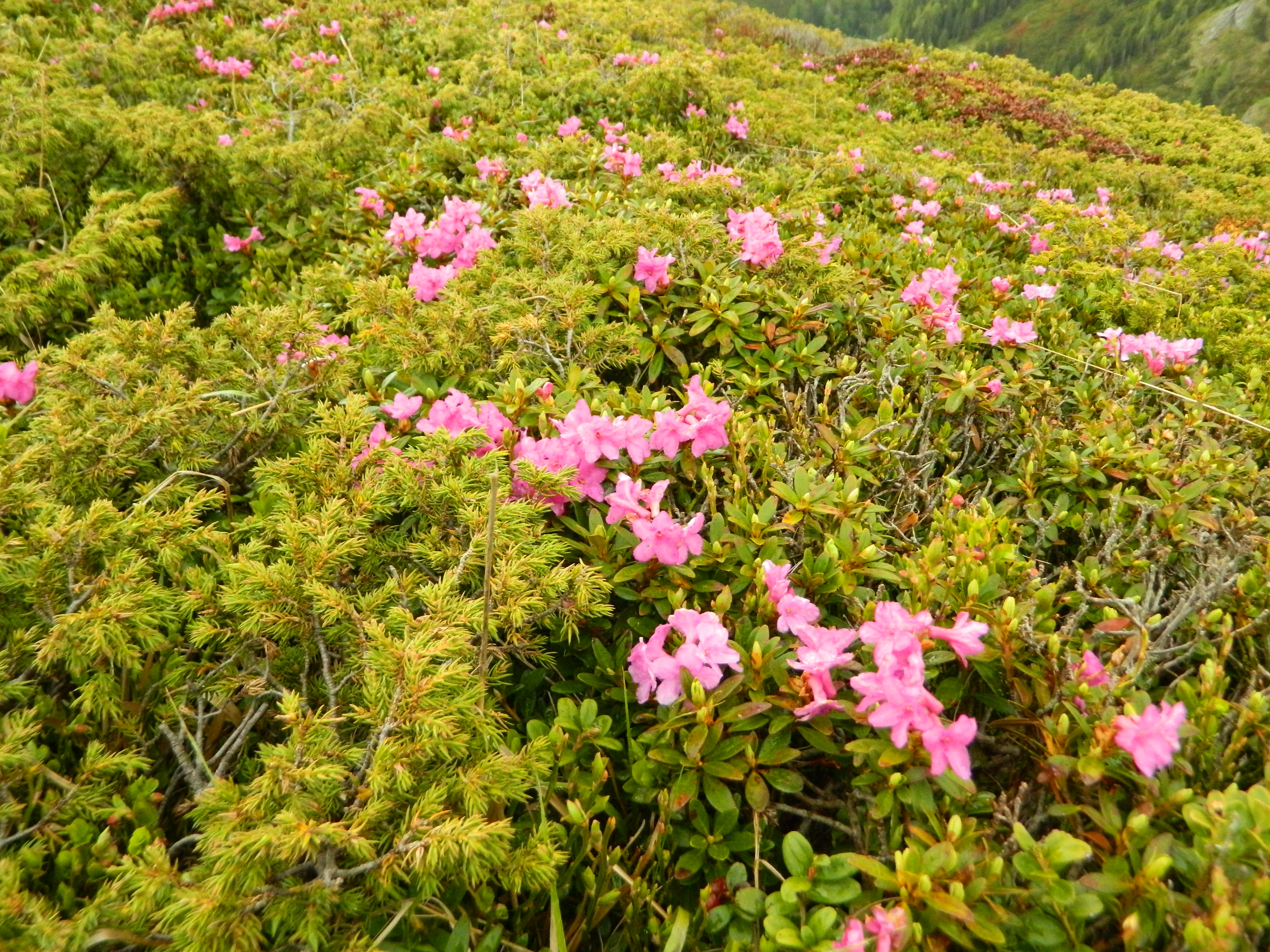
Kövesorri havasszépe

Az eredeti havasszépe (a vad változata) a Kárpátokban 1700 -2500 m között él, helyenként egész hegyoldalakat befedve tündöklik, vörös, ritkán vöröses-lilás színben. A kertiekhez képest akármilyen sovány talajon, de akár konglomerátum vagy csillámpala sziklákon is megél. Bármilyen szélsőséges időjárást kibír, télen általában méteres hótakaró alatt pihen, aztán a hó olvadásával az erdélyi Kárpátokban május végétől június végéig virágzik. 
Elterjesztésében döntő szerepe volt a kertészetnek. Az európai körülményeket hamar megszokta, de csak azokon a helyeken telepedett meg végérvényesen, ahol a tél nem túlságosan zord, a tavasz hűvös és nedves, a nyár pedig meleg, de párás. Nem véletlen, hogy a legszebb rododendronkerteket Angliában és Írországban találjuk.
Magyarországon legnagyobb állományai Kám mellett a Jeli arborétumban, és a Szombathelyhez tartozó Kámoni arborétumban találhatók, de fellelhető más gyűjteményekben (így Sárváron, Zircen, Szelestén, Kőszegen stb.) is.

## Megjelenése, felépítése

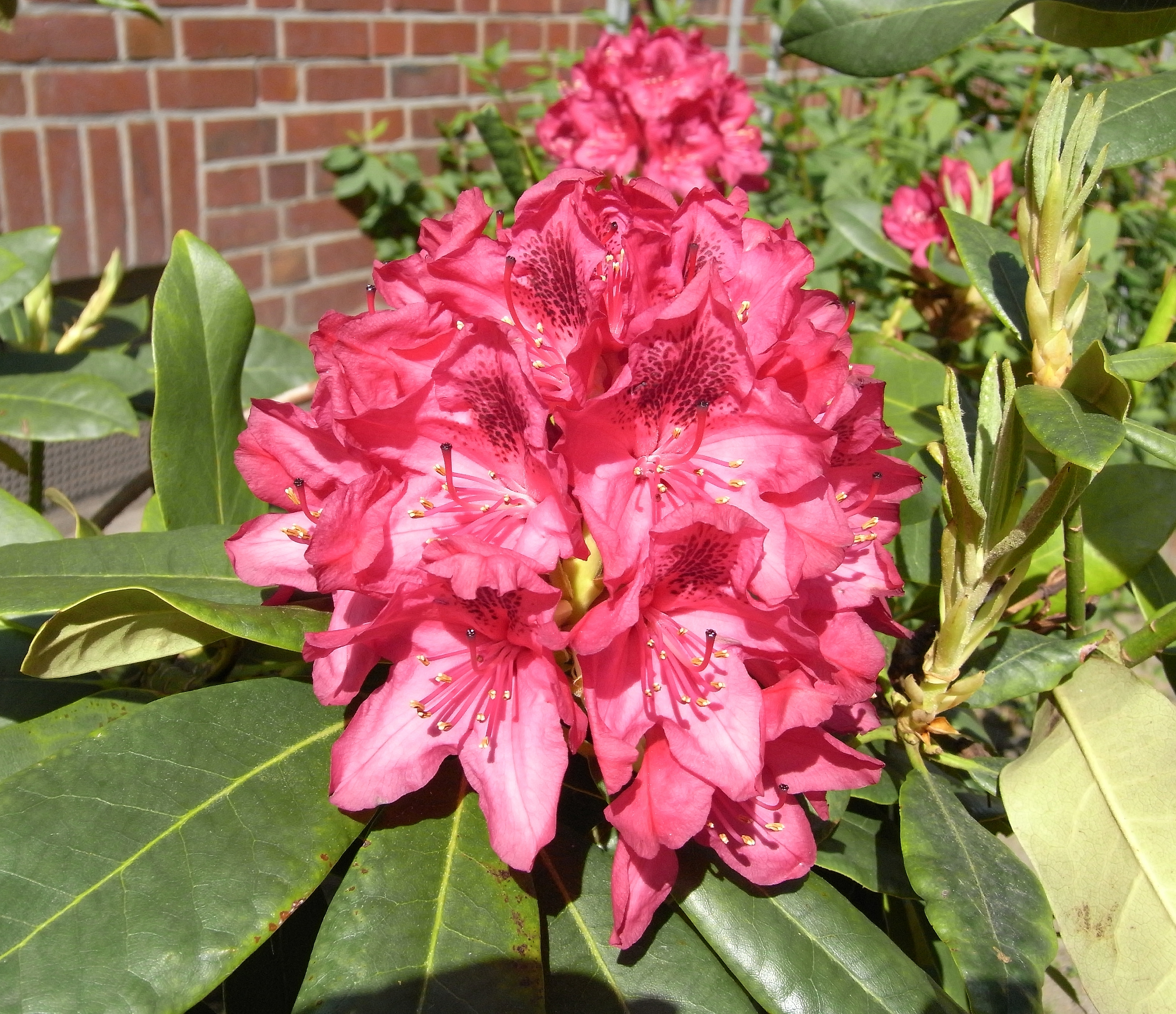

Remekül alkalmazkodott a különféle éghajlatokhoz, ezért a fajok jellegzetességei igen változatosak: vannak lombhullató, örökzöld és babérlevelű örökzöld fajai; egyesek bokra 5 méternél is magasabbra nő. Hajtásrendszere szétterülő vagy felálló, gyökérzete sekély.
Pompás illatú virágainak szín- és formagazdagsága szinte hihetetlen. A virág a kék kivételével bármilyen színű lehet, de legjellemzőbb a bíbor, a húsvörös, a napsárga és a fehér.
Magyarországon május elejétől június végéig virágzik.

## Életmódja, termesztése
Ritkásan álló, ligetes lombos fák és hosszú tűlevelű fenyők közötti félárnyékban érzi jól magát. Mély, savanyú, avarral fedett erdei talajba vagy tőzegtalajba ültethető. Az örökzöld fajoknak savanyúbb (pH 4,5–5,5) talaj kell, a lombhullatók pH = 6-ot is elviselnek. Az egyéb talajokat ültetés előtt ki kell cserélni vagy kezelni (savanyítani) kell. Ha a tő köré évente trágyával dúsított friss tőzegréteget terítenek, a növény a kevésbé kedvező talajtípusokkal is megbirkózik. Csak csapadékos, párás környezetben fejlődik megfelelően.
Nem tűri a pangó vizes, levegőtlen talajt, de meghálálja, ha a tenyészidőszakban bőségesen öntözzük – lehetőleg esővízzel, mert a csapvíz mésztartalmától akár ki is pusztulhat. Trágyázni általában nem kell; a legszegényebb talajon is jól nő. Elnyílt virágait ki kell törni, különben ott a következő években nem hoz új bimbót.
Formagazdagságának alapja, hogy az egyes fajok jól keresztezhetők. A kertészetekben gyakorlatilag csak keresztezett vagy nemesített rododendronokat árulnak, ezért azokat nem érdemes magról szaporítani. Gyökereztetni nyár elején az elvirágzott, tíz-tizenkét centiméteres, félfás csúcshajtásokat célszerű. Tűzdeljük őket homok és tőzeg keverékébe, és a szaporítóládát a kert hűvös, árnyékos részébe tegyük. A hajtás több hónap alatt ereszt gyökeret; ezalatt a földet mindvégig nyirkosan kell tartani. Az új növénykéket a keményebb fagyoktól védeni kell. Magyarországon csak a kimondottan fagytűrő fajok (ketaba havasszépe, Kaempfer-azálea) telepíthetők.

## A kultúrában
Már évezredekkel ezelőtt előkelő helyekre ültették Japán és Kína császári kertjeiben. Stilizált virága a régi keleti porcelánok és selyem táblaképek egyik meghatározó díszítő eleme volt. Európában a 19. század főúri parkjainak meghatározó dísznövénye volt, de divatos lett a gazdag iparmágnások tágas kertjeiben is. Az újabb és újabb színvariációkon nemesítők százai dolgoztak.

## Fajok, változatok
Egyes vélemények szerint jelenlegi, gazdag választékát mindössze tizenöt alapfajból fejlesztették ki. Mára mintegy ezer faját és tízezer különféle fantázianévre keresztelt hibrid változatát ismerjük.
Az ismertebb fajok:
- Rhododendron aberconwayi,
- Rhododendron acuminatum,
- Rhododendron adamsii,
- Rhododendron adenogynum,
- Rhododendron aganniphum,
- Rhododendron agastum,
- Rhododendron alabamense,
- Rhododendron albertsenianum,
- Rhododendron albiflorum,
- Rhododendron albrechtii,
- Rhododendron alutaceum,
- Rhododendron amagianum,
- Rhododendron ambiguum,
- Rhododendron anagalliflorum,
- Rhododendron annae,
- Rhododendron anthopogon,
- Rhododendron anthosphaerum,
- Rhododendron aperantum,
- Rhododendron araiophyllum,
- Rhododendron arborescens,
- sudarasodó havasszépe (Rhododendron arboreum),
- Rhododendron argyrophyllum,
- Rhododendron arizelum,
- Rhododendron atlanticum,
- Rhododendron atropurpureum,
- Rhododendron augustinii,
- Rhododendron aureum,
- Rhododendron auriculatum,
- Rhododendron aurigeranum,
- Rhododendron auritum,
- Rhododendron austrinum,
- Rhododendron baileyi,
- Rhododendron bainbridgeanum,
- Rhododendron balfourianum,
- Rhododendron barbatum,
- Rhododendron basilicum,
- Rhododendron beesianum,
- Rhododendron beyerinckianum,
- Rhododendron boothii,
- Rhododendron brachyanthum,
- Rhododendron brachycarpum,
- Rhododendron brookeanum,
- Rhododendron bureavii,
- Rhododendron burmanicum,
- Rhododendron calendulaceum,
- Rhododendron callimorphum,
- Rhododendron calophytum,
- Rhododendron calostrotum,
- Rhododendron camelliiflorum,
- Rhododendron campanulatum,
- Rhododendron campylocarpum,
- Rhododendron campylogynum,
- Rhododendron canadense,
- Rhododendron canescens,
- Rhododendron capitatum,
- Rhododendron carneum,
- Rhododendron carringtoniae,
- Rhododendron catacosmum,
- ketaba havasszépe (Rhododendron catawbiense),
- kaukázusi havasszépe (Rhododendron caucasicum),
- Rhododendron cephalanthum,
- Rhododendron cerasinum,
- Rhododendron chamaethomsonii,
- Rhododendron charitopes,
- Rhododendron christianae,
- Rhododendron christii,
- Rhododendron chrysodoron,
- Rhododendron chrysolepis,
- Rhododendron ciliatum,
- Rhododendron ciliicalyx,
- Rhododendron cinnabarinum,
- Rhododendron citriniflorum,
- Rhododendron citrinum,
- Rhododendron clementinae,
- Rhododendron commonae,
- Rhododendron concinnum,
- Rhododendron coriaceum,
- Rhododendron coryanum,
- Rhododendron crinigerum,
- Rhododendron cruttwellii,
- Rhododendron cuffeanum,
- Rhododendron culminicola,
- Rhododendron cumberlandense,
- Rhododendron cuneatum,
- Rhododendron dalhousiae,
- Rhododendron dasypetalum,
- Rhododendron dauricum,
- Rhododendron davidsonianum,
- Rhododendron decandrum,
- Rhododendron decorum,
- Rhododendron degronianum,
- Rhododendron dendricola,
- Rhododendron dichroanthum,
- Rhododendron dielsianum,
- Rhododendron dilatatum,
- Rhododendron diversipilosum,
- Rhododendron eclecteum,
- Rhododendron edgarianum,
- Rhododendron edgeworthii,
- Rhododendron elliottii,
- Rhododendron erastum,
- Rhododendron ericoides,
- Rhododendron eriocarpum,
- Rhododendron eudoxum,
- Rhododendron exasperatum,
- Rhododendron facetum,
- Rhododendron falconeri,
- Rhododendron fallacinum,
- Rhododendron farrerae,
- Rhododendron fastigiatum,
- rozsdás havasszépe (Rhododendron ferrugineum),
- Rhododendron flammeum,
- Rhododendron floccigerum,
- Rhododendron formosanum,
- Rhododendron formosum,
- Rhododendron forrestii,
- Rhododendron fortunei,
- Rhododendron fulgens,
- Rhododendron fulvum,
- Rhododendron galactinum,
- Rhododendron gaultheriifolium,
- Rhododendron genestierianum,
- Rhododendron glaucophyllum,
- Rhododendron glischrum,
- Rhododendron gracilentum,
- Rhododendron grande,
- Rhododendron griersonianum,
- Rhododendron griffithianum,
- Rhododendron groenlandicum,
- Rhododendron habrotrichum,
- Rhododendron haematodes,
- Rhododendron heliolepis,
- Rhododendron hemitrichotum,
- Rhododendron herzogii,
- Rhododendron hippophaeoides,
- borzas havasszépe (Rhododendron hirsutum),
- Rhododendron hirtipes,
- Rhododendron hodgsonii,
- Rhododendron hongkongense,
- Rhododendron hookeri,
- Rhododendron hylaeum,
- Rhododendron hyperythrum,
- Rhododendron hypoleucum,
- Rhododendron impeditum,
- Rhododendron inconspicuum,
- Rhododendron indicum,
- Rhododendron insculptum,
- Rhododendron insigne,
- Rhododendron intricatum,
- Rhododendron irroratum,
- japán havasszépe (japán azálea, Rhododendron japonicum, Rhododendron japonica),
- Rhododendron jasminiflorum,
- Rhododendron javanicum,
- Rhododendron jenestierianum,
- Rhododendron johnstoneanum,
- Kämpfer-havasszépe (Kaempfer-azálea, Rhododendron kaempferi),
- Rhododendron kanehirae,
- Rhododendron kasoense,
- Rhododendron kawakamii,
- Rhododendron keiskei,
- Rhododendron keysii,
- Rhododendron kiusianum,
- Rhododendron kiyosumense,
- Rhododendron komiyamae,
- Rhododendron konori,
- Rhododendron kyawi,
- Rhododendron lacteum,
- Rhododendron laetum,
- Rhododendron lanatum,
- Rhododendron lanigerum,
- Rhododendron lapponicum,
- Rhododendron lasiostylum,
- Rhododendron ledebourii,
- Rhododendron lepidostylum,
- Rhododendron lepidotum,
- Rhododendron leptanthum,
- Rhododendron leptocarpum,
- Rhododendron leptothrium,
- Rhododendron leucaspis,
- Rhododendron lindaueanum,
- Rhododendron lindleyi,
- Rhododendron lochiae,
- Rhododendron longiflorum,
- Rhododendron longistylum,
- Rhododendron lowii,
- Rhododendron lowndesii,
- Rhododendron ludlowii,
- Rhododendron lukiangense,
- Rhododendron luteosquamatum,
- Rhododendron lutescens,
- sárga havasszépe (Rhododendron luteum),
- Rhododendron macabeanum,
- Rhododendron macgregoriae,
- Rhododendron macrocarpum,
- Rhododendron macrophyllum,
- Rhododendron macrosepalum,
- Rhododendron maddenii,
- Rhododendron magnificum,
- Rhododendron makinoi,
- Rhododendron mariesii,
- Rhododendron martinianum,
- észak-amerikai havasszépe (Rhododendron maximum),
- Rhododendron maxwellii,
- Rhododendron mayebarae,
- Rhododendron megacalyx,
- Rhododendron megeratum,
- Rhododendron micranthum,
- Rhododendron microphyton,
- Rhododendron mimetes,
- Rhododendron minus,
- Rhododendron molle,
- Rhododendron mollicomum,
- Rhododendron morii,
- Rhododendron moulmainense,
- Rhododendron moupinense,
- hófehér havasszépe (Rhododendron mucronatum),
- Rhododendron mucronulatum,
- Rhododendron multicolor,
- Rhododendron multinervium,
- erdélyi havasszépe (Rhododendron myrtifolium),
- Rhododendron nakaharae,
- Rhododendron neoglandulosum,
- Rhododendron neriiflorum,
- Rhododendron nipponicum,
- Rhododendron nivale,
- Rhododendron niveum,
- Rhododendron nudipes,
- Rhododendron nummatum,
- Rhododendron nuttallii,
- Rhododendron obtusum,
- Rhododendron occidentale,
- Rhododendron oldhamii,
- Rhododendron orbiculare,
- Rhododendron oreodoxa,
- Rhododendron oreotrephes,
- Rhododendron ovatum,
- Rhododendron pachypodum,
- Rhododendron pemakoense,
- Rhododendron pentaphyllum,
- Rhododendron periclymenoides,
- Rhododendron phaeochitum,
- Rhododendron phaeochrysum,
- Rhododendron planetum,
- Rhododendron pleianthum,
- Rhododendron pocophorum,
- Rhododendron polycladum,
- pontusi havasszépe (Rhododendron ponticum),
- Rhododendron praestans,
- Rhododendron praevernum,
- Rhododendron primuliflorum,
- Rhododendron prinophyllum,
- Rhododendron pronum,
- Rhododendron proteoides,
- Rhododendron protistum,
- Rhododendron pruniflorum,
- Rhododendron prunifolium,
- Rhododendron przewalskii,
- Rhododendron pseudochrysanthum,
- Rhododendron pubescens,
- Rhododendron pumilum,
- Rhododendron purdomii,
- Rhododendron quinquefolium,
- Rhododendron racemosum,
- Rhododendron rarum,
- Rhododendron recurvoides,
- Rhododendron reticulatum,
- Rhododendron retusum,
- Rhododendron rex,
- Rhododendron rigidum,
- Rhododendron roxieanum,
- Rhododendron rubiginosum,
- Rhododendron rubropilosum,
- Rhododendron rufescens,
- Rhododendron rufohirtum,
- Rhododendron rufum,
- Rhododendron rugosum,
- Rhododendron rupicola,
- Rhododendron russatum,
- Rhododendron saluenense,
- Rhododendron sanctum,
- Rhododendron sanguineum,
- Rhododendron sargentianum,
- Rhododendron scabridibracteum,
- Rhododendron scabrum,
- Rhododendron schlippenbachii,
- Rhododendron searsiae,
- Rhododendron seinghkuense,
- Rhododendron selense,
- Rhododendron semibarbatum,
- Rhododendron serpyllifolium,
- Rhododendron setosum,
- Rhododendron sichotense,
- Rhododendron sidereum,
- Rhododendron siderophyllum,
- Rhododendron simiarum,
- azálea (Rhododendron simsii),
- Rhododendron sinogrande,
- Rhododendron smirnowii,
- Rhododendron souliei,
- Rhododendron sperabile,
- Rhododendron sphaeroblastum,
- Rhododendron spinuliferum,
- Rhododendron stewartianum,
- Rhododendron strigillosum,
- Rhododendron subarcticum,
- Rhododendron subsessile,
- Rhododendron subulatum,
- Rhododendron superbum,
- Rhododendron sutchuenense,
- Rhododendron taggianum,
- Rhododendron taliense,
- Rhododendron tanastylum,
- Rhododendron tashiroi,
- Rhododendron telmateium,
- Rhododendron temenium,
- Rhododendron tephropeplum,
- Rhododendron thomsonii,
- Rhododendron tolmachevii,
- Rhododendron tomentosum,
- Rhododendron tosaense,
- Rhododendron traillianum,
- Rhododendron trichocladum,
- Rhododendron trichostomum,
- Rhododendron triflorum,
- Rhododendron triumphans,
- Rhododendron tschonoskii,
- Rhododendron tsusiophyllum,
- Rhododendron ungernii,
- Rhododendron uniflorum,
- Rhododendron uvarifolium,
- Rhododendron vaccinioides,
- Rhododendron valentinianum,
- Rhododendron vaseyi,
- Rhododendron veitchianum,
- Rhododendron vernicosum,
- Rhododendron vesiculiferum,
- Rhododendron vidalii,
- Rhododendron virgatum,
- Rhododendron viscosum,
- Rhododendron vitis-idaea,
- Rhododendron wallichii,
- Rhododendron wardii,
- Rhododendron wasonii,
- Rhododendron weyrichii,
- Rhododendron wightii,
- Rhododendron williamsianum,
- Rhododendron womersleyi,
- Rhododendron yedoense,
- Rhododendron yelliotii,
- Rhododendron yungningense,
- Rhododendron yunnanense,
- Rhododendron zaleucum,
- Rhododendron zoelleri.